# Porto Valtravaglia
Porto Valtravaglia là một đô thị ở tỉnh Varese trong vùng Lombardia, có cự ly khoảng 70 km về phía tây bắc của Milan and about 20 km về phía tây bắc của Varese.
Porto Valtravaglia giáp các đô thị: Brezzo di Bedero, Brissago-Valtravaglia, Casalzuigno, Castelveccana, Duno, Ghiffa và Oggebbio.
Dario Fo, người đoạt Giải Nobel Văn chương, trải qua thời thơ ấu ở đây.